# Stenoscepa granulata
Stenoscepa granulata är en insektsart som först beskrevs av Karsch 1888.  Stenoscepa granulata ingår i släktet Stenoscepa och familjen Pyrgomorphidae. Inga underarter finns listade i Catalogue of Life.